# ワシントンヤシ属
ワシントンヤシ属 (Washingtonia) は、ヤシの1属である。ワシントニア、シラガヤシ属。
アメリカ合衆国南西部からメキシコ北西部原産。2種が属するがいずれも世界各地の温暖域で栽培され、雑種も多い。
タリポットヤシ連、つまり掌状ヤシで、枝の先から放射状に葉が広がる。葉からは裂けた白い繊維の房が垂れ下がる。
成長すると25メートルほどになる。

## 種
- ワシントンヤシ（シラガヤシ、オキナヤシ） Washingtonia filifera (Lindl. ex André) H.Wendl.
- ワシントンヤシモドキ（オニジュロ、オキナヤシモドキ） Washingtonia robusta H.Wendl.